# Astrofotografie

Mlhovina v Orionu z Hubbleova teleskopu

Astrofotografie nebo astronomická fotografie je specializovaný typ fotografie, který se zaměřuje na tvorbu fotografií astronomických objektů na noční obloze jako například planet, hvězd a velmi dalekých objektů jako jsou hvězdná seskupení a galaxie.

## Historie

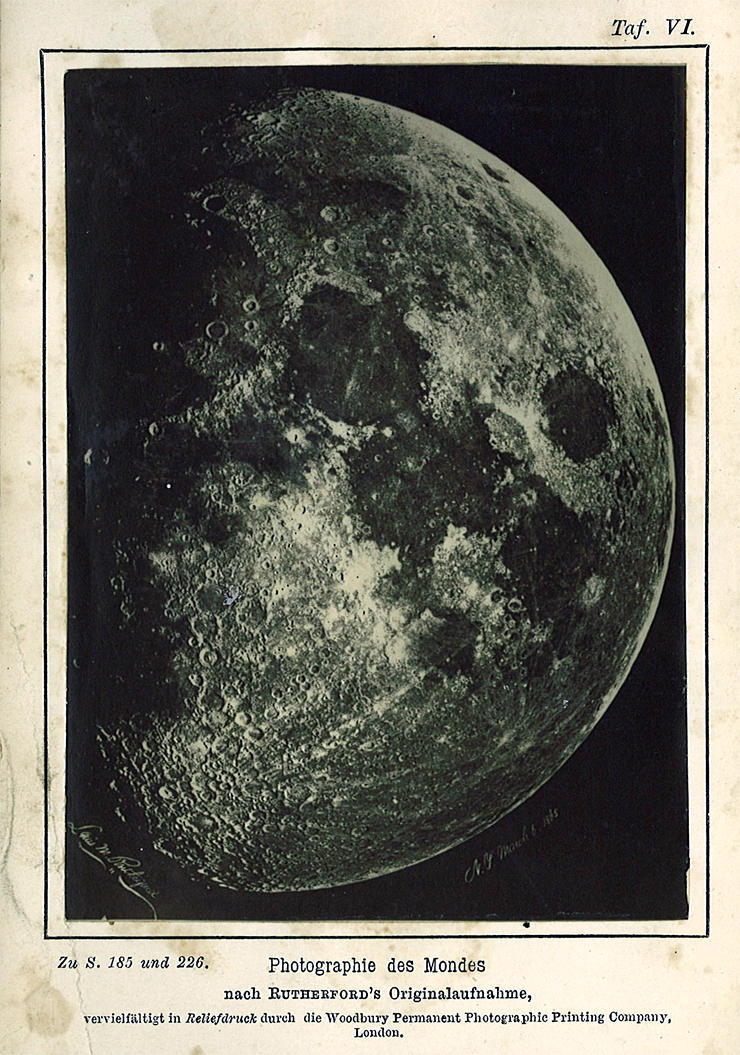
Lewis Morris Rutherfurd: Woodburytypie Měsíce, 1865

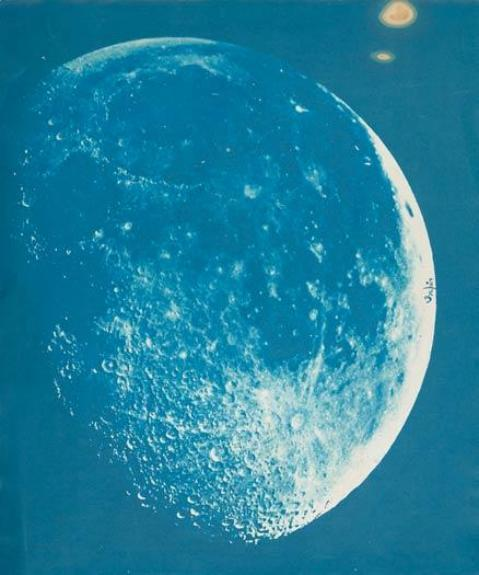
Henry Draper: Snímek Měsíce z roku 1863

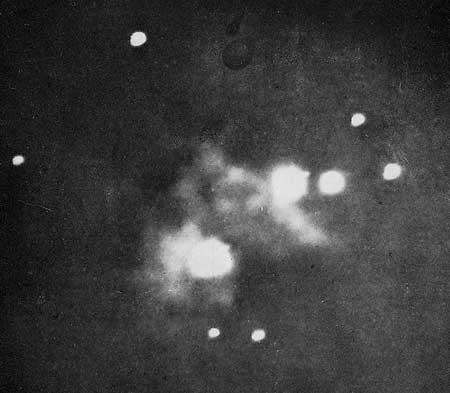
Henry Draper: První fotografický snímek Velké mlhoviny v Orionu z roku 1880. Velké hvězdy, které jsou mnohem jasnější než je mlhovina, jsou přeexponované.

První astrofotografie je připisována Johnovi W. Draperovi, který vyfotografoval Měsíc již v roce 1840. O tři roky později nasnímal první spektrogram Slunce. V dubnu 1845 se podařila udělat Leonu Foucaultovi a Armandu Fizeauovi první fotografie Slunce. Na jejich daguerrotypii s průměrem 12 cm byly zcela jasné sluneční skvrny.
V roce 1850 pořídil ve hvězdárně Harvardovy univerzity astronom John Adams Whipple snímek první fixní hvězdy Vegy – montáž dalekohledu však pro expoziční dobu 100 sekund nebyla dostatečně přesná.
Po vylepšení technologie se v roce 1857 podařilo nafotografovat dvojhvězdu Alkor a Mizar – tentokrát na kolodiovou skleněnou desku. Dokumentace zatmění Slunce v červenci 1860 dala odpověď na otázku, zda protuberance ve skutečnosti představují sluneční erupce. V roce 1872 Henry Draper pořídil první spektrum fixní hvězdy - a opět to bylo u hvězdy Vega. Pierre Janssen pořídil roku 1874 první záznam z přechodu Venuše přes sluneční disk – na jeho snímku byly poprvé patrné granulace konvektivních proudů. Dne 22. prosince 1891 se Max Wolf stal prvním fotografem, který zdokumentoval planetku.
Syn Johna Drapera Henry Draper patřil k průkopníkům astrofotografie, v roce 1880 se stal prvním člověkem, který nafotografoval souhvězdí Orionu, což byl první astrosnímek z hlubokého vesmíru. Ale ještě před tím sestrojil teleskop Newtonova typu s průměrem zrcadla 15 1/2 palců a ohniskovou vzdáleností 150 palců. S ním na přelomu let 1862 - 1863 vytvořil několik fotografií hvězdné oblohy a v létě 1863 kolem 1 500 fotografií povrchu Měsíce. K fotografování používal metodu daguerrotypie. Dne 30. září 1872 vyfotografoval jako první hvězdné spektrum – u hvězdy Vega v souhvězdí Lyry. Vedl expedici, která měla za cíl v roce 1874 fotografovat přechod Venuše přes sluneční disk. 30. září 1880 získal prostřednictvím 33centimetrového refraktoru jako první snímek hvězdné mlhoviny (Velké mlhoviny mlhoviny v Orionu).
V roce 1884 potom následovala fotografie Galaxie v Andromedě (A. A. Common), první snímek galaxie. O 15 let později Julius Scheiner v Postupimi poprvé pořídil spektrum tohoto objektu.
George Henry Peters pracoval u společnosti U.S. Naval Observatory jako astronom a fotograf, objevil tři asteroidy (1905 - 1921) a fotografoval sluneční koróny.
Dalším průkopníkem na poli astrofotografie byl Němec Max Wolf. Během své návštěvy USA na začátku 20. století se začal zajímat o tehdy nový obor astrofotografie, což ho přivedlo k setkání s E. E. Barnardem. Jejich setkání vyústilo v dlouholetou korespondenci, spolupráci a přátelství. Smrt jeho přítele v roce 1923 Wolfa silně zasáhla a vedla k sepsání dlouhého nekrologu. Jedním z jeho přínosů bylo pozorování temných mlhovin, které byly již od dob Williama Herschela pro astronomy záhadou. V některých částech oblohy se nachází jen černé pozadí, ve kterém zcela chybí hvězdy. Pečlivým pozorováním a fotografováním oblastí společně s Barnardem dokázali, že se jedná o oblasti neprůhledných prachových mračen.
Edward Emerson Barnard byl americký astronom a průkopník použití fotografie při mapování oblohy, známý objevem Jupiterova měsíce Amalthea v roce 1892 a objevy několika komet. V roce 1916 objevil hvězdu s největším známým vlastním pohybem, která byla na jeho počet nazvána Barnardova hvězda. V devíti letech se stal asistentem fotografa v Nashvillu a jednou si přinesl malý objektiv z rozbitého dalekohledu. Protože byl zručný, sestrojil si malý teleskop, kterým pozoroval noční oblohu. Ve fotografickém ateliéru zůstal celých sedmnáct let a získal zde zkušenosti, které později využil při fotografování hvězdné oblohy. Později se mu dostala do rukou astronomická publikace od Thomase Dicka a v roce 1876 si koupil 5-palcový (130 mm) refraktor (cena činila 2/3 jeho ročního platu). Dne 9. září 1892 objevil Saturnův měsíc Amalthea a na fotografickém snímku z 12. října 1892 objekt, který byl určen jako kometa s periodou oběhu 6,5 roku. Stal se tak prvním astronomem, který objevil kometu za použití fotografie. Objev měsíce Amalthea vedl k zájmu ostatních astronomů o hledání dalších měsíců pomocí astrofotografování. Po jeho smrti byl výběr jeho fotografií publikován v díle „A Photographic Atlas of Selected Regions of the Milky Way“, dokončeném v roce 1927 E. B. Frostem, tehdejším ředitelem Yerkesovy observatoře, a Barnardovou neteří M. R. Calvertovou.

## Současnost

### Amatérská astrofotografie
Dnes je astrofotografie rychle se rozvíjející koníček, který je populární mezi fotografy, amatérskými astronomy a zájemci všech věkových kategorií. Je to dáno relativně snadnou dostupností astrofotografických zařízení, snižujícími se náklady a částečně i jednoduchostí použití.
V České republice shromažďuje snímky amatérských astrofotografů portál astrofotky.cz, nejlepší snímky měsíce zveřejňuje server astro.cz a existuje také soutěž o amatérského fotografa měsíce.
Jedním z devíti ocenění udělovaných každoročně Pacifickou astronomickou společností je Amateur Achievement Award, udělovaná lidem, kteří dokázali významně přispět astronomii a přitom nejsou profesionálními astronomy. Toto ocenění získal v roce 2006 český astronom Kamil Hornoch, který je znám především svými amatérskými objevy nov v galaxiích M31 a M81. Za své příspěvky astronomii získal tuto cenu také americký amatérský astrofotograf Steve Mandel, zejména za své úspěchy při pořizování CCD snímků slabých mlhovin a za popularizaci astronomie. Vlastní malou hvězdárnu Hidden Valley Observatory v Soquelu v Kalifornii. Cenu získal také Brit Nik Szymanek, který je uznávaný zejména pro své CCD snímky hlubokého vesmíru a příspěvky astronomickému vzdělávání a popularizaci astronomie. Cenu dostal za jeho schopnosti pořizování kvalitních snímků a zpracování obrazu. Své fotografie pořizuje pomocí teleskopů umístěných na observatořích na ostrově La Palma (Kanárské ostrovy) a na Havajských ostrovech.

## Galerie

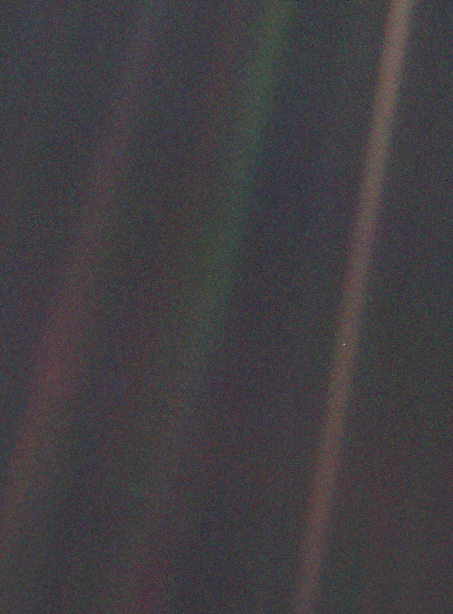
Bledě modrá tečka: Ze vzdálenosti 6 miliard kilometrů (až za Plutem) vypadá Země z pohledu sondy Voyager 1 jako svítící špendlíková hlavička (modrobílá skvrna zhruba uprostřed pravého hnědého pruhu) v temnotě vesmíru. NASA tuto fotografii pořídila na doporučení Carla Sagana
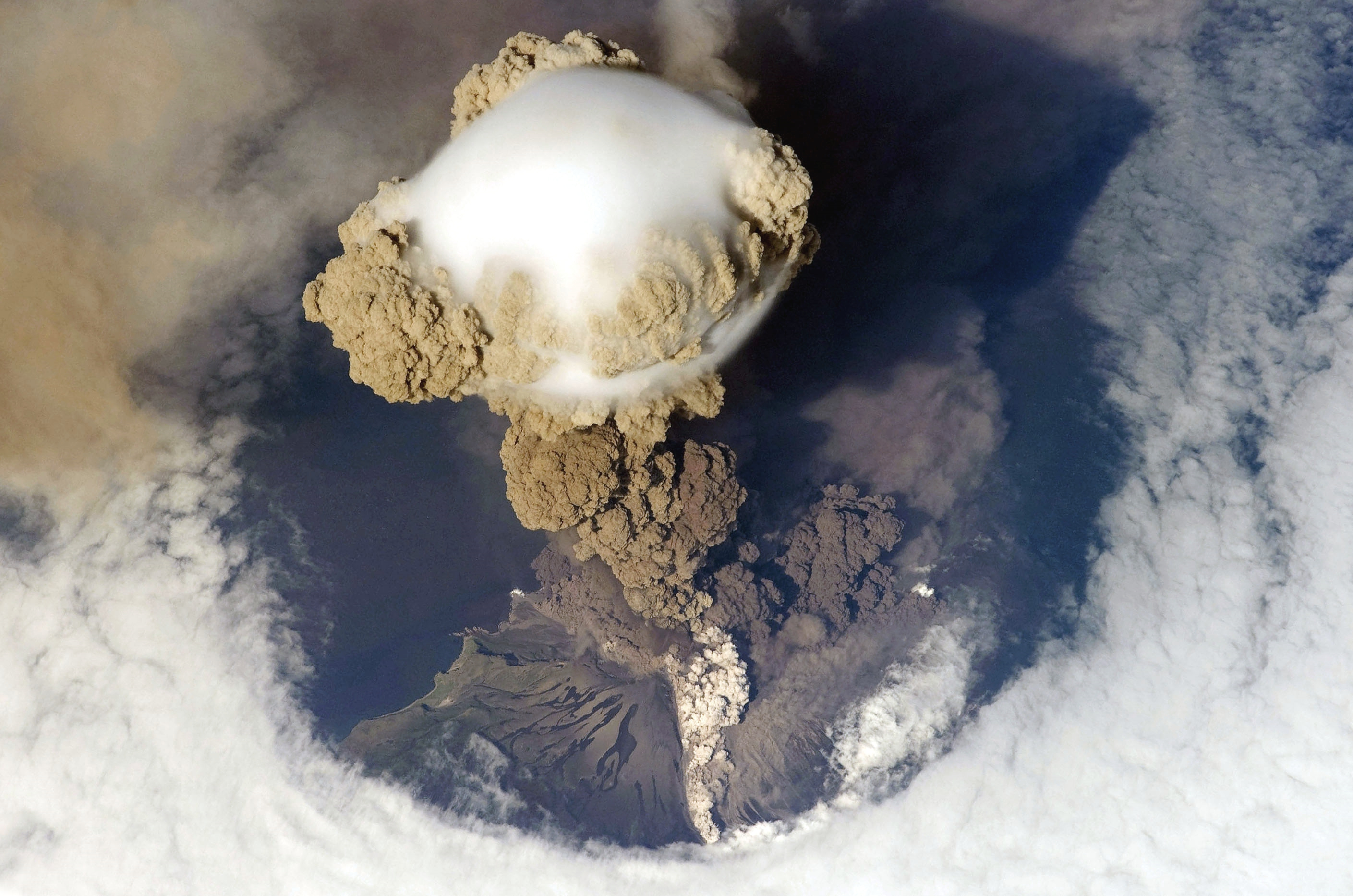
Erupce sopky Saryčev na ostrově Matua v Kurilských ostrovech. Fotografováno 12. června 2009 z Mezinárodní vesmírné stanice
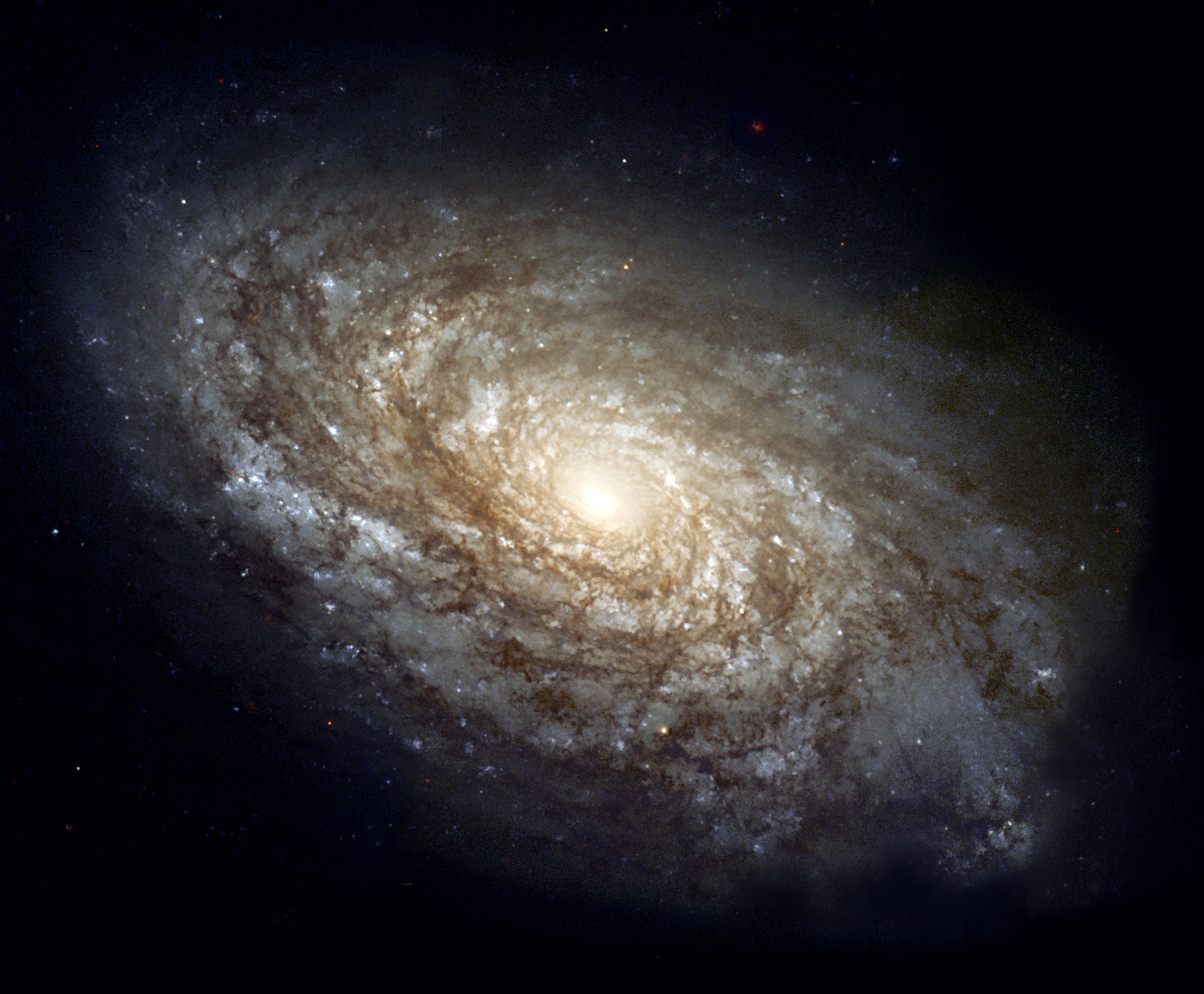
Spirální galaxie NGC 4414 v souhvězdí Vlasy Bereniky
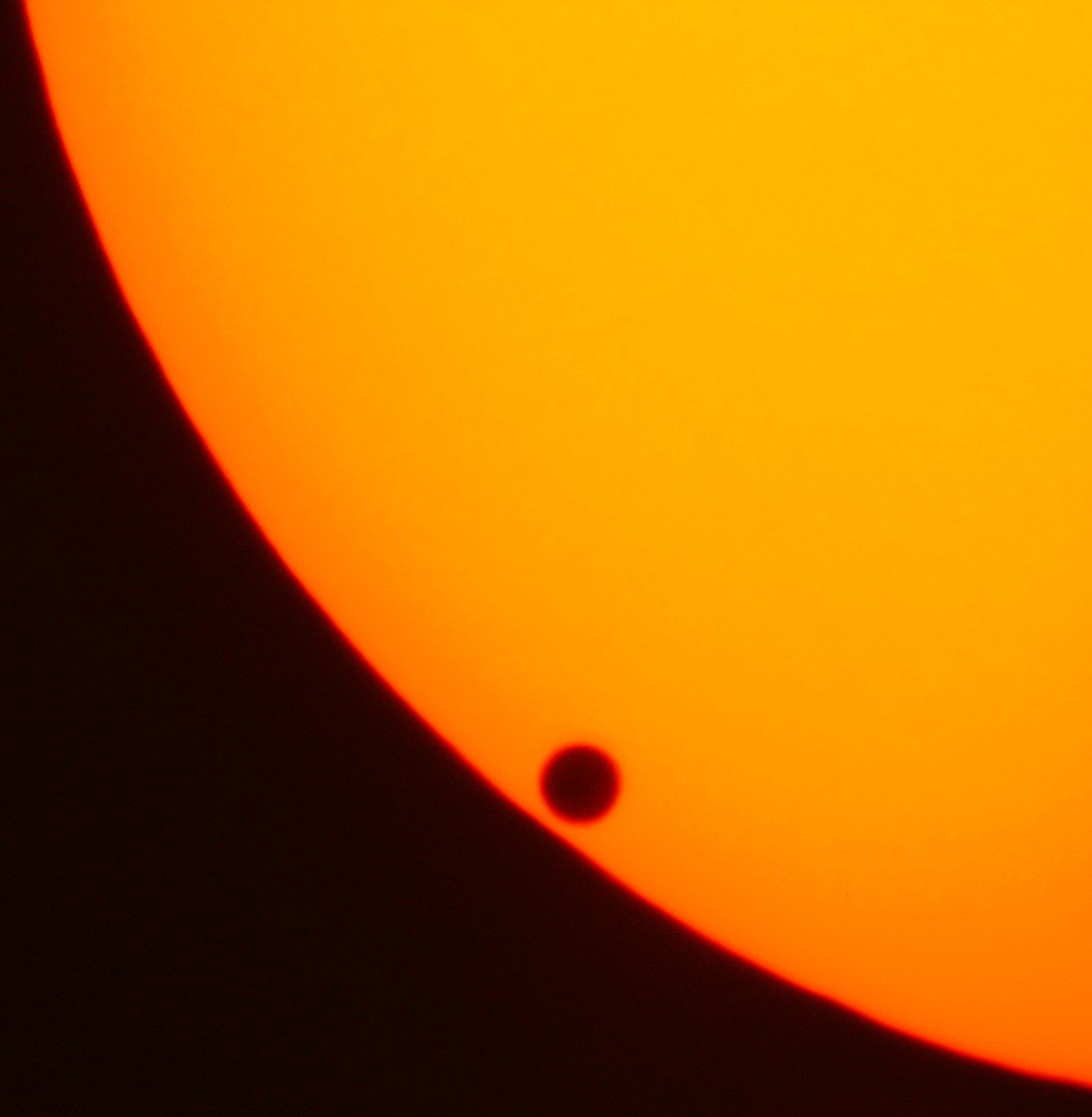
Přechod Venuše 8. června 2004 přes sluneční disk

## Ocenění
- Astronomy Photographer of the Year (Astronomický fotograf roku), kterou pořádá Královská greenwichská observatoř ve Velké Británii.[12]